# Fort L'Huillier
 (novembre 2023).
Si vous disposez d'ouvrages ou d'articles de référence ou si vous connaissez des sites web de qualité traitant du thème abordé ici, merci de compléter l'article en donnant les références utiles à sa vérifiabilité et en les liant à la section « Notes et références ».

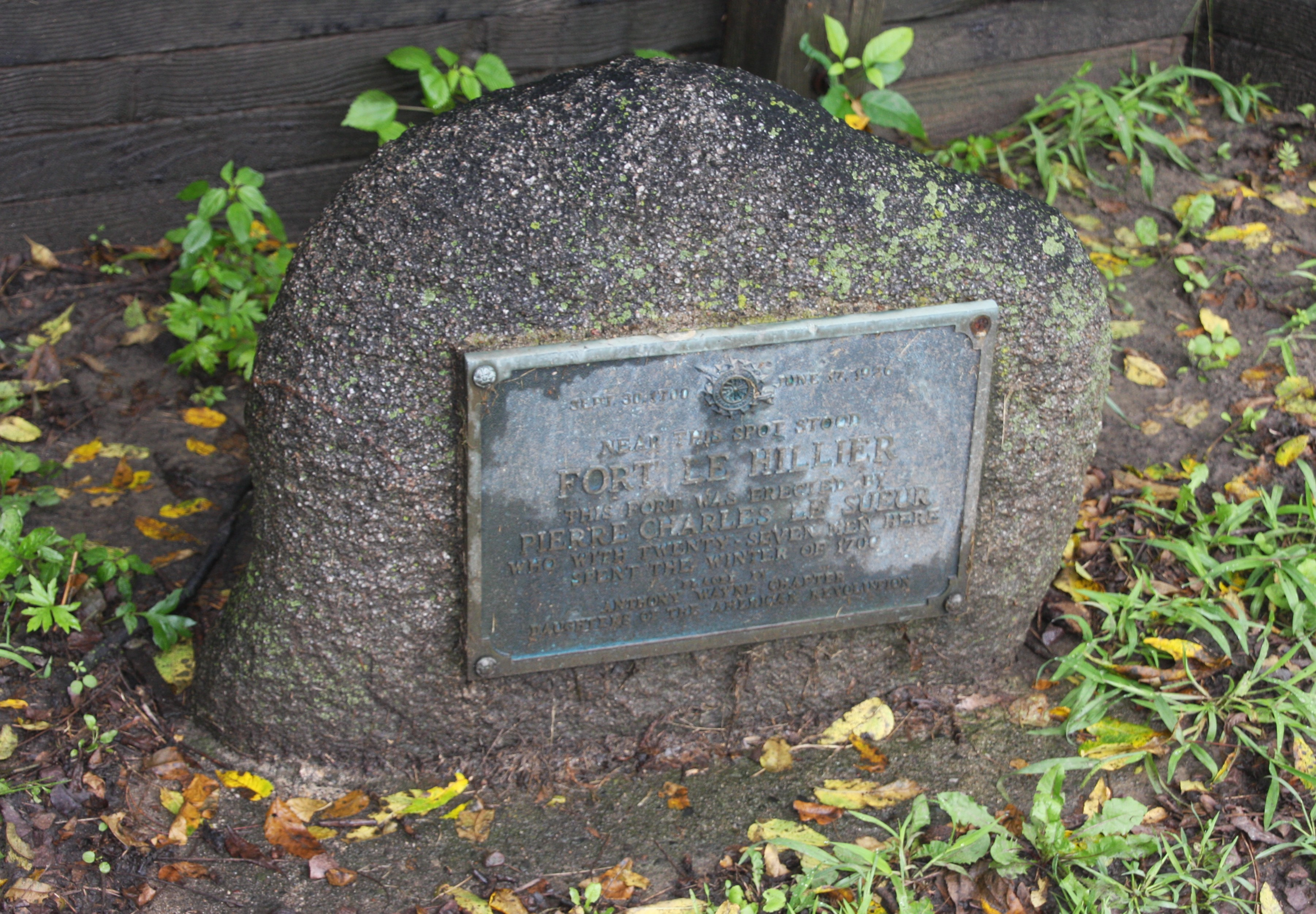
Plaque marquant l'emplacement du Fort L'Huillier

Le fort L'Huillier (parfois orthographié Le Hillier) fut une fortification éphémère de la Nouvelle-France située à la confluence des rivières Bleu et Le Sueur, dans l'actuel Minnesota.
La construction du fort débuta à l'automne 1700 sous la direction de Pierre-Charles Le Sueur, explorateur, trappeur et négociant de fourrure français intéressé par l'exploitation d'un gisement d'argile bleue qu'il pensait être du minerai de cuivre. Le fort reçut le nom de l'un des membres de l'expédition, un chimiste et métallurgiste répondant au nom de Rémy-François L'Huillier qu'il avait ramené avec lui de France. La garnison comptait à l'origine une trentaine d'hommes.
Le Sueur quitta le fort en 1701 pour ramener des échantillons prélevées sur la zone à la Nouvelle-Orléans en vue d'une analyse plus poussée, laissant le commandement de la garnison à Eraque, l'un des compagnons de l'expédition. Pendant son absence, il semble que le fort fut attaqué par la tribu amérindienne des Renards, entrainant l'abandon de celui-ci en 1702 ou en 1703, et l'on n'entendit plus parler des hommes restants. En outre, l'argile bleue prélevée par Le Sueur s'avéra être sans valeur et non le minerai de cuivre tant espéré.
Le fort se situait au sud-ouest de l'actuelle ville de Mankato (de "mah kato" : "terre bleue" en langue sioux). Un panneau commémoratif signale l'emplacement supposé de celui-ci bien que son emplacement précis reste inconnu, malgré les tentatives réalisées afin de retrouver sa localisation exacte.